# Autobianchi A112 Abarth
L'Autobianchi A112 Abarth est une voiture de petite dimension, à vocation sportive, fabriquée par le constructeur italien Autobianchi avec le concours d'Abarth, tous deux filiales de Fiat, à partir de 1971.
L'A112 Abarth connaîtra, comme la version "normale" plusieurs séries entre 1971 et 1985.
Destinée avant tout à séduire un public jeune et fougueux, elle se distinguait des modèles Autobianchi A112 de base par sa gamme de teintes vives mais limitée, son capot, jupes latérales et passages de roues peints en noir mat. La calandre arborait l'écusson Abarth avec le scorpion.
Les versions A112 Abarth sont les voitures les plus recherchées par les collectionneurs, en raison de leurs particularités esthétiques et techniques. Très maniable, elle se fit très rapidement une solide réputation chez les amateurs de compétitions sportives.

## Histoire

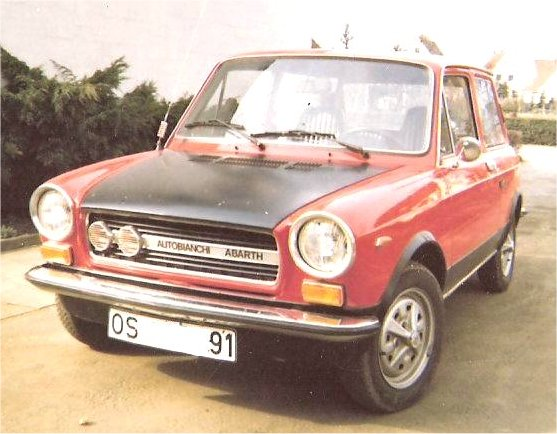
L'A112 Abarth dans sa livrée classique rouge et noir

Fiat a toujours utilisé la marque Autobianchi comme laboratoire expérimental en grandeur nature. Grâce à l'Autobianchi A112 lancée en 1969, le géant de Turin avait facilement contré la concurrence de l'Innocenti Mini lancée en 1965 et qui a rapidement montré des signes d'essoufflement de ses ventes.
Présentée en octobre 1971 au Salon de l'automobile de Turin et immédiatement commercialisée, l'A112 Abarth connait un succès fulgurant malgré son prix supérieur de 10% environ à une Fiat 128 Rally ou 128 Coupé.
Elle avait su garder tous les avantages de la version normale avec son large hayon et un bon volume de chargement, mais surtout un niveau de confort exemplaire par rapport à la Mini.

## Les différentes séries
Les séries produites sont officiellement au nombre de sept. Certains puristes considèrent qu'il y en eut une 8e de la version normale, durant la phase de transition entre l'A112 et sa remplaçante, la Y10. Bien qu'elle fût en tous points identique à la 7e série Junior, elle était baptisée série Unifiée.

### Première série

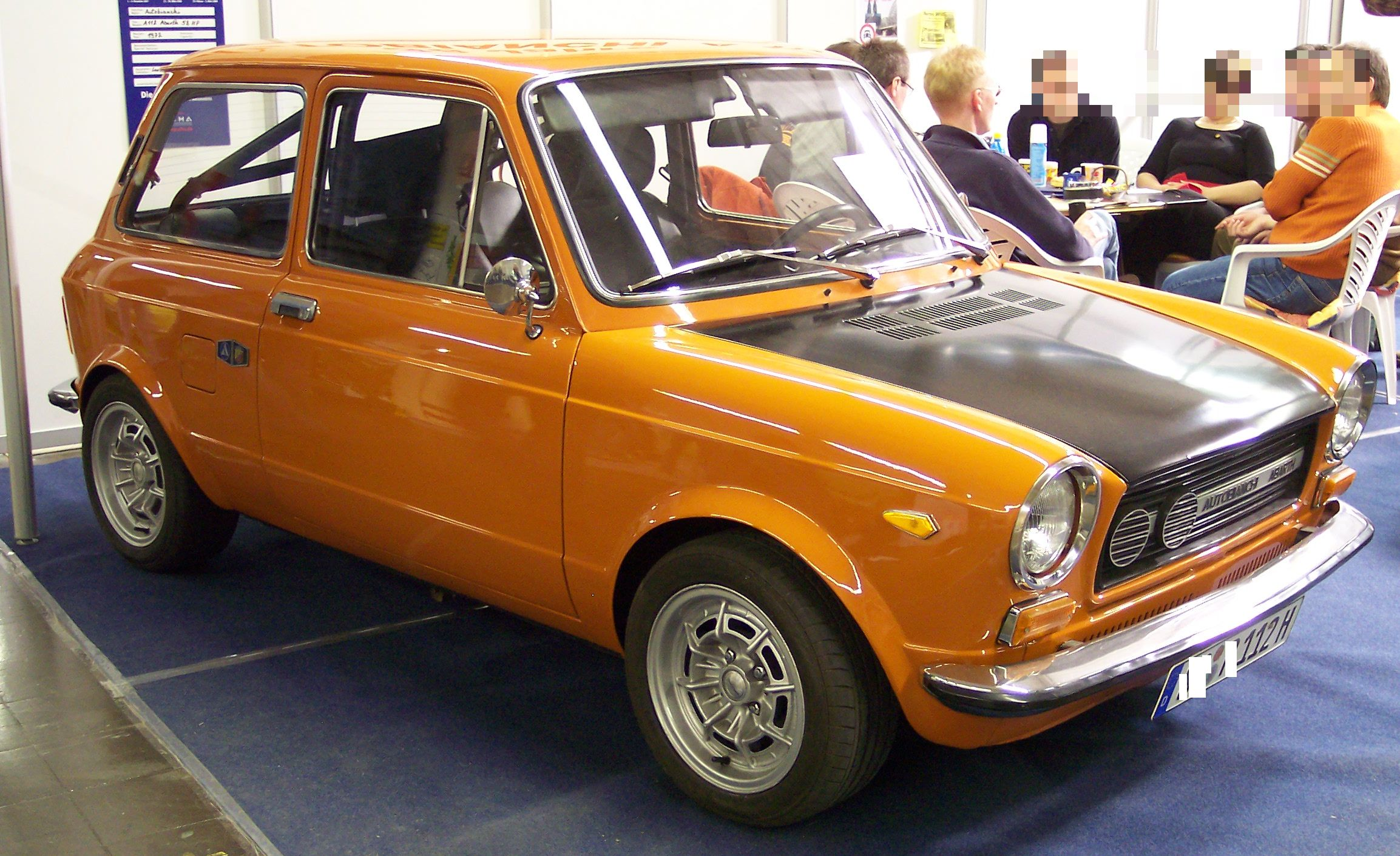
Autobianchi A112 Abarth de 1re série préparée pour la compétition.

La première version de l'A112 Abarth était disponible avec un nouveau moteur de 985 cm3, qui avait été développé par les ingénieurs d'Abarth à partir du fameux moteur Fiat de 903 cm3 par une augmentation de la course des pistons de 68 à 74 mm, l'utilisation d'un tout nouveau vilebrequin en acier nitruré, l'augmentation du taux de compression, arbre moteur, etc. Ce moteur, toujours aussi compact que le Fiat de base, put être monté transversalement sous l'étroit capot, sans pénaliser l'accessibilité pour son entretien. Il développait une puissance de 58 ch DIN à 6 600 tr/min avec un couple de 75 Nm à 3 600 tr/min.
C'était une traction disposant d'une boîte de vitesses à 4 rapports, et suspension à 4 roues indépendantes assurant un niveau de confort remarquable, surtout comparé à la Mini.
Lancée en 1971, elle bénéficia des premières améliorations apportées avec la version E, mieux finie. Elle fut produite à 4 641 exemplaires.

### Seconde série
La seconde série, apparue au Salon de Genève en mars 1973, comporte essentiellement des améliorations de finition intérieure et le remplacement des pare-chocs en acier chromé par des blocs en résine armée. Ces modifications sont la suites de règles européenes. Elle fut produite à 13 759 exemplaires.

### Troisième série
La troisième série est présentée en juillet 1975. Elle bénéficie d'un nouveau moteur baptisé "Brésil" de 1 050 cm3, car développé par la filiale brésilienne de Fiat, Fiat Automoveïs. Le moteur développe 70 ch DIN avec un couple de 87 Nm. Elle reçoit de plus une homologation pour 5 places. Jusqu'au printemps 1976, les deux moteurs de 58 et 70 ch sont disponibles.

### Quatrième série
Suivant l'évolution du modèle de base, la version Abarth est renouvelée en fin d'année 1977 et disponible dès le 1er janvier 1978. Elle présente des changements de carrosserie substantiels comme la calandre et les feux arrière, la forme du pavillon, angles carrés pour plus de rigidité, et la modification du longeron gauche pour faire rentrer la nouvelle boîte à 5 vitesses. La grille de prise d'air sur le capot est plus grande et la banquette arrière est maintenant fractionnable.

### Cinquième série
En juillet 1979, Autobianchi lance la cinquième série des versions Junior, Elegant, Elite et Abarth. Les logos Abarth ajoutés sur les flancs de la carrosserie disparaissent, mais c'est l'adoption en série de l'allumage électronique sans augmentation de la puissance et de la boîte à 5 vitesses qui marquent cette série.
Les modifications esthétiques concernent les parties secondaires comme les feux arrière avec incorporation des feux de brouillard, de forme plus carrée, insérés dans un ensemble noir, servant de support de plaque d'immatriculation. Les rétroviseurs sont agrandis.

### Sixième série
Présentée en 1982, elle voit l'adjonction de la finition LX sur base de la version Elite. Elle reçoit les vitres athermiques électriques, et des sièges revêtus en velours avec appuie-têtes.

### Septième série
La septième série, apparue au printemps 1984, est quasiment identique à la version précédente sauf quelques différences esthétiques ; inséré dans le pare-chocs arrière, un large bandeau réfléchissant (catadioptre) comporte le logo Autobianchi et le nom de la version.
Cette dernière version sera retirée du catalogue en juillet 1985
Peu après, Lancia-Autobianchi présenta la remplaçante de l'A112, l'Autobianchi Y10 qui n'eut aucune version Abarth. Elle proposera deux versions sportives baptisées GT et Turbo.

## Caractéristiques techniques
- période de fabrication : 1971 - 1985
- production totale : 140 879 exemplaires

## Versions
Ire série 1971 - 1973
- Abarth - 982 cm3, 58 ch - 1971-1973

IIe série 1973 - 1974
- Abarth - 982 cm3, 58 ch

IIIe série 1974 - 1977
- Abarth - 982 cm3, 58 ch, disponible jusqu'en milieu d'année 1976, ou 1 050 cm3, 70 ch

IVe série 1977 - 1979
- Abarth - 1 050 cm3, 70 ch

Ve série 1979 - 1982
- Abarth - 1 050 cm3, 70 ch

VIe série 1982 - 1984 
- Abarth - 1 050 cm3, 70 ch

VIIe série 1984 - 1985
- Abarth - 1 050 cm3, 70 ch